# Железнодорожная линия Елгава — Крустпилс
Железнодорожная линия Елгава — Крустпилс — железнодорожная линия протяжённостью 138 километров. Соединяет города Елгава и Екабпилс. Проходит по территории Елгавского, Озолниекского, Иецавского, Вецумниекского, Кегумского, Яунелгавского, Салского и Крустпилсского краёв. Линия используется только для грузовых перевозок после закрытия пассажирского движения на линии в 2000 году.

## История
Первые сведения о намерении соединить Виндавский (Вентспилс) порт с губерниями центральной России относятся к 1867 году, однако в силу многих причин лишь через 30 лет (21 мая 1897 года) Общество Рыбинско-Бологовской железной дороги, переименованное в Общество Московско-Виндаво-Рыбинской железной дороги получило указания приступить к строительству линии. Весной 1898 года под руководством главного инженера путей сообщения С. А. Штольцмана началась прокладка линий Москва — Крейцбург (Крустпилс) и Туккум (Тукумс) — Виндава, открытых для движения 11 сентября 1901 года. И наконец 11 ноября 1904 года открыто движение на линии Зилан (Зиланы) — Туккум, частью которой и является нынешняя линия Елгава — Крустпилс. Линию Зилан — Туккум было решено вести через Митаву (Елгава), так как российское министерство путей сообщения не желало отдавать в частные руки линии Рига — Елгава, Рига — Тукумс и Рига — Болдерая.
После Октябрьской революции в 1918 году железная дорога была национализирована и передана в ведение Народного комиссариата путей сообщения. На тот момент реальным владельцем линии являлась немецкая армия, ещё в 1916 году начавшая перешивать линию Вентспилс — Елгава — Даудзева на европейскую колею. Во время Первой мировой войны был повреждён мост через Даугаву на участке Крустпилс — Даугава, в результате чего полностью восстановить движение на линии и перешить её на колею 1520 мм удалось только в 1930 году.
Согласно расписанию LDz на 1992 год пассажирское сообщение на линии обеспечивали две пары пригородных поездов 6322/6323 и 6324/6321, состоявшие из тепловоза М62 и 2 общих вагонов.

## Аварии
- 11 ноября 1998 года около 3 часов ночи на участке Вецумниеки — Лачплесис сошли с рельс 14 цистерн с дизельным топливом. Взорвавшееся топливо вызвало сильный пожар.
- 9 декабря 2008 года сошли с рельс локомотив и два вагона на станции Лачплесис. Причинами аварии признаны: неправильное решение, принятое дежурным по станции, не имевшим должной квалификации, и недостатки в конструкции стрелочных переводов.
- 4 февраля 2010 года на станции Тауркалне произошло столкновение двух грузовых составов. Локомотив врезался в последнюю из цистерн стоящего на станции состава, которая, к счастью, оказалась пустой.
- 19 ноября 2010 года произошла утечка пироконденсата из железнодорожной цистерны на станции Вецумниеки. Люди и окружающая среда не пострадали.

## Станции и остановочные пункты
Станции: Елгава — Елгава II — Гароза — Залите — Иецава — Миса — Вецумниеки — Лачплесис — Тауркалне — Мента — Даудзева — Сеце — Селпилс — Даугава — Крустпилс.

## Закрытые станции и остановочные пункты
1. 168 км
2. Тетеле
3. 210 км
4. 212 км
5. Намейши
6. Викстене
7. Бирзе
8. Гоба
9. 256 км
10. Стабурагс